# Apostle of Hustle
Gli Apostle of Hustle sono un gruppo musicale indie rock canadese attivo dal 2001.
Il fondatore Andrew Whiteman è anche il chitarrista dei Broken Social Scene.

## Formazione
- Andrew Whiteman
- Julian Brown
- Dean Stone

## Discografia
- 2004 - Folkloric Feel
- 2007 - National Anthem of Nowhere
- 2007 - My Sword Hand's Anger (EP)
- 2007 - U King (EP)
- 2009 - Eats Darknes